# Wilhelmine von Preußen (1709–1758)

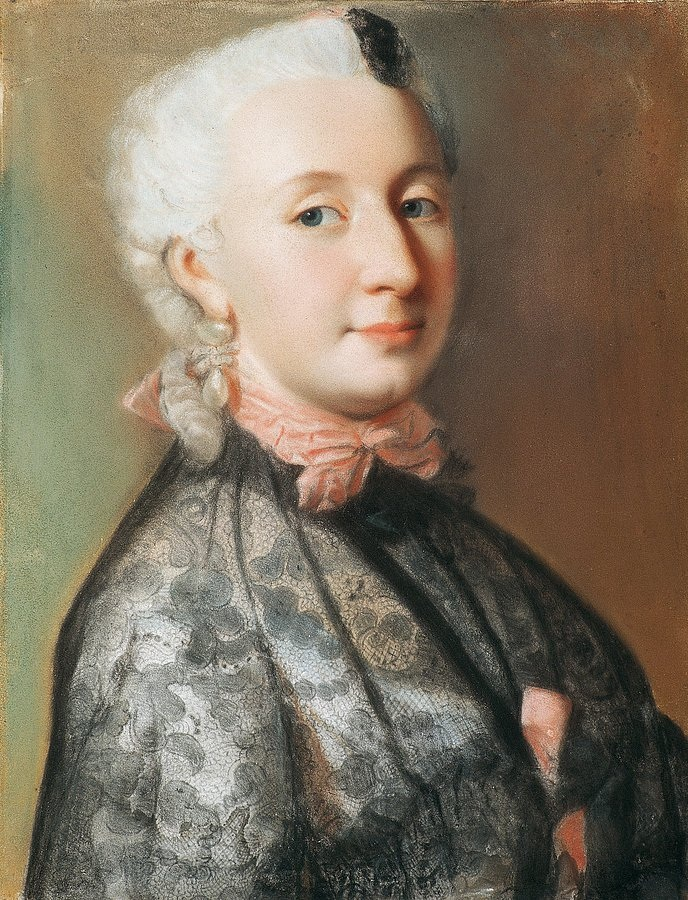
Wilhelmine von Preußen; Pastell Jean-Étienne Liotard zugeschrieben (1745)

Friederike Sophie Wilhelmine von Preußen bzw. Wilhelmine von (Brandenburg-)Bayreuth (* 3. Juli 1709 in Berlin; † 14. Oktober 1758 in Bayreuth) war das älteste von zehn überlebenden Kindern des „Soldatenkönigs“ Friedrich Wilhelm I. und Sophie Dorothea von Hannover. Sie wurde als zukünftige Königin von England erzogen, musste aber letztendlich – nach jahrelangem Hin und Her – Friedrich III. von Brandenburg-Bayreuth heiraten und wurde als dessen Ehefrau Markgräfin. Literarische, historische, sowie musikhistorische Bedeutung erlangte sie u. a. durch den Briefwechsel mit ihrem Bruder Friedrich dem Großen und durch die Veröffentlichung ihrer Memoiren, die durch ihre teils unverblümten Schilderungen des Lebens am preußischen Hofe von besonderem kulturgeschichtlichem Wert sind. Besonders als Kunstmäzenin, Komponistin und Opernintendantin prägte sie in bedeutendem Maße das kulturelle Leben der Stadt Bayreuth bis in die heutige Zeit. Das von ihr initiierte Markgräfliche Opernhaus wurde 2012 von der UNESCO zum Weltkulturerbe erhoben.

## Leben

### Frühe Jahre
| Georg Wilhelm (Kurfürst von Brandenburg, Herzog in Preußen) ⚭ Elisabeth Charlotte | Georg Wilhelm (Kurfürst von Brandenburg, Herzog in Preußen) ⚭ Elisabeth Charlotte | Georg Wilhelm (Kurfürst von Brandenburg, Herzog in Preußen) ⚭ Elisabeth Charlotte | Georg Wilhelm (Kurfürst von Brandenburg, Herzog in Preußen) ⚭ Elisabeth Charlotte | Georg Wilhelm (Kurfürst von Brandenburg, Herzog in Preußen) ⚭ Elisabeth Charlotte | Georg Wilhelm (Kurfürst von Brandenburg, Herzog in Preußen) ⚭ Elisabeth Charlotte |                                    |                                    | Friedrich Heinrich (Statthalter der Vereinigten Niederlande) ⚭ Amalie | Friedrich Heinrich (Statthalter der Vereinigten Niederlande) ⚭ Amalie | Friedrich Heinrich (Statthalter der Vereinigten Niederlande) ⚭ Amalie | Friedrich Heinrich (Statthalter der Vereinigten Niederlande) ⚭ Amalie | Friedrich Heinrich (Statthalter der Vereinigten Niederlande) ⚭ Amalie | Friedrich Heinrich (Statthalter der Vereinigten Niederlande) ⚭ Amalie |                                   |                                   | Georg (Fürst von Calenberg) ⚭ Anna Eleonore           | Georg (Fürst von Calenberg) ⚭ Anna Eleonore           | Georg (Fürst von Calenberg) ⚭ Anna Eleonore           | Georg (Fürst von Calenberg) ⚭ Anna Eleonore           | Georg (Fürst von Calenberg) ⚭ Anna Eleonore           | Georg (Fürst von Calenberg) ⚭ Anna Eleonore           |                                |                                | Friedrich V. (Kurfürst von der Pfalz, König von Böhmen) ⚭ Elisabeth Stuart | Friedrich V. (Kurfürst von der Pfalz, König von Böhmen) ⚭ Elisabeth Stuart | Friedrich V. (Kurfürst von der Pfalz, König von Böhmen) ⚭ Elisabeth Stuart | Friedrich V. (Kurfürst von der Pfalz, König von Böhmen) ⚭ Elisabeth Stuart | Friedrich V. (Kurfürst von der Pfalz, König von Böhmen) ⚭ Elisabeth Stuart | Friedrich V. (Kurfürst von der Pfalz, König von Böhmen) ⚭ Elisabeth Stuart |                                        |                                        | Georg (Fürst von Calenberg) ⚭ Anna Eleonore                | Georg (Fürst von Calenberg) ⚭ Anna Eleonore                | Georg (Fürst von Calenberg) ⚭ Anna Eleonore                | Georg (Fürst von Calenberg) ⚭ Anna Eleonore                | Georg (Fürst von Calenberg) ⚭ Anna Eleonore                | Georg (Fürst von Calenberg) ⚭ Anna Eleonore                |  |  | Alexandre Desmier ⚭ Jacquette Poussard | Alexandre Desmier ⚭ Jacquette Poussard | Alexandre Desmier ⚭ Jacquette Poussard | Alexandre Desmier ⚭ Jacquette Poussard | Alexandre Desmier ⚭ Jacquette Poussard | Alexandre Desmier ⚭ Jacquette Poussard |  |  |  |  |  |  |  |  |  |  |  |  |  |  |  |  |  |  |  |  |  |  |  |  |  |  |  |  |  |  |  |  |  |  |  |  |
| Georg Wilhelm (Kurfürst von Brandenburg, Herzog in Preußen) ⚭ Elisabeth Charlotte | Georg Wilhelm (Kurfürst von Brandenburg, Herzog in Preußen) ⚭ Elisabeth Charlotte | Georg Wilhelm (Kurfürst von Brandenburg, Herzog in Preußen) ⚭ Elisabeth Charlotte | Georg Wilhelm (Kurfürst von Brandenburg, Herzog in Preußen) ⚭ Elisabeth Charlotte | Georg Wilhelm (Kurfürst von Brandenburg, Herzog in Preußen) ⚭ Elisabeth Charlotte | Georg Wilhelm (Kurfürst von Brandenburg, Herzog in Preußen) ⚭ Elisabeth Charlotte |                                    |                                    | Friedrich Heinrich (Statthalter der Vereinigten Niederlande) ⚭ Amalie | Friedrich Heinrich (Statthalter der Vereinigten Niederlande) ⚭ Amalie | Friedrich Heinrich (Statthalter der Vereinigten Niederlande) ⚭ Amalie | Friedrich Heinrich (Statthalter der Vereinigten Niederlande) ⚭ Amalie | Friedrich Heinrich (Statthalter der Vereinigten Niederlande) ⚭ Amalie | Friedrich Heinrich (Statthalter der Vereinigten Niederlande) ⚭ Amalie |                                   |                                   | Georg (Fürst von Calenberg) ⚭ Anna Eleonore           | Georg (Fürst von Calenberg) ⚭ Anna Eleonore           | Georg (Fürst von Calenberg) ⚭ Anna Eleonore           | Georg (Fürst von Calenberg) ⚭ Anna Eleonore           | Georg (Fürst von Calenberg) ⚭ Anna Eleonore           | Georg (Fürst von Calenberg) ⚭ Anna Eleonore           |                                |                                | Friedrich V. (Kurfürst von der Pfalz, König von Böhmen) ⚭ Elisabeth Stuart | Friedrich V. (Kurfürst von der Pfalz, König von Böhmen) ⚭ Elisabeth Stuart | Friedrich V. (Kurfürst von der Pfalz, König von Böhmen) ⚭ Elisabeth Stuart | Friedrich V. (Kurfürst von der Pfalz, König von Böhmen) ⚭ Elisabeth Stuart | Friedrich V. (Kurfürst von der Pfalz, König von Böhmen) ⚭ Elisabeth Stuart | Friedrich V. (Kurfürst von der Pfalz, König von Böhmen) ⚭ Elisabeth Stuart |                                        |                                        | Georg (Fürst von Calenberg) ⚭ Anna Eleonore                | Georg (Fürst von Calenberg) ⚭ Anna Eleonore                | Georg (Fürst von Calenberg) ⚭ Anna Eleonore                | Georg (Fürst von Calenberg) ⚭ Anna Eleonore                | Georg (Fürst von Calenberg) ⚭ Anna Eleonore                | Georg (Fürst von Calenberg) ⚭ Anna Eleonore                |  |  | Alexandre Desmier ⚭ Jacquette Poussard | Alexandre Desmier ⚭ Jacquette Poussard | Alexandre Desmier ⚭ Jacquette Poussard | Alexandre Desmier ⚭ Jacquette Poussard | Alexandre Desmier ⚭ Jacquette Poussard | Alexandre Desmier ⚭ Jacquette Poussard |  |  |  |  |  |  |  |  |  |  |  |  |  |  |  |  |  |  |  |  |  |  |  |  |  |  |  |  |  |  |  |  |  |  |  |  |
| Friedrich Wilhelm (Kurfürst von Brandenburg und Herzog in Preußen)                | Friedrich Wilhelm (Kurfürst von Brandenburg und Herzog in Preußen)                | Friedrich Wilhelm (Kurfürst von Brandenburg und Herzog in Preußen)                | Friedrich Wilhelm (Kurfürst von Brandenburg und Herzog in Preußen)                | Friedrich Wilhelm (Kurfürst von Brandenburg und Herzog in Preußen)                | Friedrich Wilhelm (Kurfürst von Brandenburg und Herzog in Preußen)                |                                    |                                    | Luise                                                                 | Luise                                                                 | Luise                                                                 | Luise                                                                 | Luise                                                                 | Luise                                                                 |                                   |                                   | Ernst August (Kurfürst von Hannover)                  | Ernst August (Kurfürst von Hannover)                  | Ernst August (Kurfürst von Hannover)                  | Ernst August (Kurfürst von Hannover)                  | Ernst August (Kurfürst von Hannover)                  | Ernst August (Kurfürst von Hannover)                  |                                |                                | Sophie (Kurfürstin von Hannover)                                           | Sophie (Kurfürstin von Hannover)                                           | Sophie (Kurfürstin von Hannover)                                           | Sophie (Kurfürstin von Hannover)                                           | Sophie (Kurfürstin von Hannover)                                           | Sophie (Kurfürstin von Hannover)                                           |                                        |                                        | Georg Wilhelm (Fürst von Lüneburg)                         | Georg Wilhelm (Fürst von Lüneburg)                         | Georg Wilhelm (Fürst von Lüneburg)                         | Georg Wilhelm (Fürst von Lüneburg)                         | Georg Wilhelm (Fürst von Lüneburg)                         | Georg Wilhelm (Fürst von Lüneburg)                         |  |  | Eleonore d’Olbreuse                    | Eleonore d’Olbreuse                    | Eleonore d’Olbreuse                    | Eleonore d’Olbreuse                    | Eleonore d’Olbreuse                    | Eleonore d’Olbreuse                    |  |  |  |  |  |  |  |  |  |  |  |  |  |  |  |  |  |  |  |  |  |  |  |  |  |  |  |  |  |  |  |  |  |  |  |  |
| Friedrich Wilhelm (Kurfürst von Brandenburg und Herzog in Preußen)                | Friedrich Wilhelm (Kurfürst von Brandenburg und Herzog in Preußen)                | Friedrich Wilhelm (Kurfürst von Brandenburg und Herzog in Preußen)                | Friedrich Wilhelm (Kurfürst von Brandenburg und Herzog in Preußen)                | Friedrich Wilhelm (Kurfürst von Brandenburg und Herzog in Preußen)                | Friedrich Wilhelm (Kurfürst von Brandenburg und Herzog in Preußen)                |                                    |                                    | Luise                                                                 | Luise                                                                 | Luise                                                                 | Luise                                                                 | Luise                                                                 | Luise                                                                 |                                   |                                   | Ernst August (Kurfürst von Hannover)                  | Ernst August (Kurfürst von Hannover)                  | Ernst August (Kurfürst von Hannover)                  | Ernst August (Kurfürst von Hannover)                  | Ernst August (Kurfürst von Hannover)                  | Ernst August (Kurfürst von Hannover)                  |                                |                                | Sophie (Kurfürstin von Hannover)                                           | Sophie (Kurfürstin von Hannover)                                           | Sophie (Kurfürstin von Hannover)                                           | Sophie (Kurfürstin von Hannover)                                           | Sophie (Kurfürstin von Hannover)                                           | Sophie (Kurfürstin von Hannover)                                           |                                        |                                        | Georg Wilhelm (Fürst von Lüneburg)                         | Georg Wilhelm (Fürst von Lüneburg)                         | Georg Wilhelm (Fürst von Lüneburg)                         | Georg Wilhelm (Fürst von Lüneburg)                         | Georg Wilhelm (Fürst von Lüneburg)                         | Georg Wilhelm (Fürst von Lüneburg)                         |  |  | Eleonore d’Olbreuse                    | Eleonore d’Olbreuse                    | Eleonore d’Olbreuse                    | Eleonore d’Olbreuse                    | Eleonore d’Olbreuse                    | Eleonore d’Olbreuse                    |  |  |  |  |  |  |  |  |  |  |  |  |  |  |  |  |  |  |  |  |  |  |  |  |  |  |  |  |  |  |  |  |  |  |  |  |
|                                                                                   |                                                                                   |                                                                                   |                                                                                   |                                                                                   |                                                                                   |                                    |                                    |                                                                       |                                                                       |                                                                       |                                                                       |                                                                       |                                                                       |                                   |                                   |                                                       |                                                       |                                                       |                                                       |                                                       |                                                       |                                |                                |                                                                            |                                                                            |                                                                            |                                                                            |                                                                            |                                                                            |                                        |                                        |                                                            |                                                            |                                                            |                                                            |                                                            |                                                            |  |  |                                        |                                        |                                        |                                        |                                        |                                        |  |  |  |  |  |  |  |  |  |  |  |  |  |  |  |  |  |  |  |  |  |  |  |  |  |  |  |  |  |  |  |  |  |  |  |  |
|                                                                                   |                                                                                   |                                                                                   |                                                                                   |                                                                                   |                                                                                   |                                    |                                    |                                                                       |                                                                       |                                                                       |                                                                       |                                                                       |                                                                       |                                   |                                   |                                                       |                                                       |                                                       |                                                       |                                                       |                                                       |                                |                                |                                                                            |                                                                            |                                                                            |                                                                            |                                                                            |                                                                            |                                        |                                        |                                                            |                                                            |                                                            |                                                            |                                                            |                                                            |  |  |                                        |                                        |                                        |                                        |                                        |                                        |  |  |  |  |  |  |  |  |  |  |  |  |  |  |  |  |  |  |  |  |  |  |  |  |  |  |  |  |  |  |  |  |  |  |  |  |
|                                                                                   |                                                                                   |                                                                                   |                                                                                   |                                                                                   |                                                                                   |                                    |                                    | Friedrich I. (König in Preußen)                                       | Friedrich I. (König in Preußen)                                       | Friedrich I. (König in Preußen)                                       | Friedrich I. (König in Preußen)                                       | Friedrich I. (König in Preußen)                                       | Friedrich I. (König in Preußen)                                       |                                   |                                   | Sophie Charlotte (Königin in Preußen)                 | Sophie Charlotte (Königin in Preußen)                 | Sophie Charlotte (Königin in Preußen)                 | Sophie Charlotte (Königin in Preußen)                 | Sophie Charlotte (Königin in Preußen)                 | Sophie Charlotte (Königin in Preußen)                 |                                |                                | Georg I. (König von Großbritannien)                                        | Georg I. (König von Großbritannien)                                        | Georg I. (König von Großbritannien)                                        | Georg I. (König von Großbritannien)                                        | Georg I. (König von Großbritannien)                                        | Georg I. (König von Großbritannien)                                        |                                        |                                        | Sophie Dorothea                                            | Sophie Dorothea                                            | Sophie Dorothea                                            | Sophie Dorothea                                            | Sophie Dorothea                                            | Sophie Dorothea                                            |  |  |                                        |                                        |                                        |                                        |                                        |                                        |  |  |  |  |  |  |  |  |  |  |  |  |  |  |  |  |  |  |  |  |  |  |  |  |  |  |  |  |  |  |  |  |  |  |  |  |
|                                                                                   |                                                                                   |                                                                                   |                                                                                   |                                                                                   |                                                                                   |                                    |                                    | Friedrich I. (König in Preußen)                                       | Friedrich I. (König in Preußen)                                       | Friedrich I. (König in Preußen)                                       | Friedrich I. (König in Preußen)                                       | Friedrich I. (König in Preußen)                                       | Friedrich I. (König in Preußen)                                       |                                   |                                   | Sophie Charlotte (Königin in Preußen)                 | Sophie Charlotte (Königin in Preußen)                 | Sophie Charlotte (Königin in Preußen)                 | Sophie Charlotte (Königin in Preußen)                 | Sophie Charlotte (Königin in Preußen)                 | Sophie Charlotte (Königin in Preußen)                 |                                |                                | Georg I. (König von Großbritannien)                                        | Georg I. (König von Großbritannien)                                        | Georg I. (König von Großbritannien)                                        | Georg I. (König von Großbritannien)                                        | Georg I. (König von Großbritannien)                                        | Georg I. (König von Großbritannien)                                        |                                        |                                        | Sophie Dorothea                                            | Sophie Dorothea                                            | Sophie Dorothea                                            | Sophie Dorothea                                            | Sophie Dorothea                                            | Sophie Dorothea                                            |  |  |                                        |                                        |                                        |                                        |                                        |                                        |  |  |  |  |  |  |  |  |  |  |  |  |  |  |  |  |  |  |  |  |  |  |  |  |  |  |  |  |  |  |  |  |  |  |  |  |
|                                                                                   |                                                                                   |                                                                                   |                                                                                   |                                                                                   |                                                                                   |                                    |                                    |                                                                       |                                                                       |                                                                       |                                                                       |                                                                       |                                                                       |                                   |                                   |                                                       |                                                       |                                                       |                                                       |                                                       |                                                       |                                |                                |                                                                            |                                                                            |                                                                            |                                                                            |                                                                            |                                                                            |                                        |                                        |                                                            |                                                            |                                                            |                                                            |                                                            |                                                            |  |  |                                        |                                        |                                        |                                        |                                        |                                        |  |  |  |  |  |  |  |  |  |  |  |  |  |  |  |  |  |  |  |  |  |  |  |  |  |  |  |  |  |  |  |  |  |  |  |  |
|                                                                                   |                                                                                   |                                                                                   |                                                                                   |                                                                                   |                                                                                   |                                    |                                    |                                                                       |                                                                       |                                                                       |                                                                       |                                                                       |                                                                       |                                   |                                   |                                                       |                                                       |                                                       |                                                       |                                                       |                                                       |                                |                                |                                                                            |                                                                            |                                                                            |                                                                            |                                                                            |                                                                            |                                        |                                        |                                                            |                                                            |                                                            |                                                            |                                                            |                                                            |  |  |                                        |                                        |                                        |                                        |                                        |                                        |  |  |  |  |  |  |  |  |  |  |  |  |  |  |  |  |  |  |  |  |  |  |  |  |  |  |  |  |  |  |  |  |  |  |  |  |
|                                                                                   |                                                                                   |                                                                                   |                                                                                   |                                                                                   |                                                                                   |                                    |                                    |                                                                       |                                                                       |                                                                       |                                                                       |                                                                       |                                                                       |                                   |                                   | Friedrich Wilhelm I. (König in Preußen)               | Friedrich Wilhelm I. (König in Preußen)               | Friedrich Wilhelm I. (König in Preußen)               | Friedrich Wilhelm I. (König in Preußen)               | Friedrich Wilhelm I. (König in Preußen)               | Friedrich Wilhelm I. (König in Preußen)               |                                |                                | Sophie Dorothea (Königin in Preußen)                                       | Sophie Dorothea (Königin in Preußen)                                       | Sophie Dorothea (Königin in Preußen)                                       | Sophie Dorothea (Königin in Preußen)                                       | Sophie Dorothea (Königin in Preußen)                                       | Sophie Dorothea (Königin in Preußen)                                       |                                        |                                        |                                                            |                                                            |                                                            |                                                            |                                                            |                                                            |  |  |                                        |                                        |                                        |                                        |                                        |                                        |  |  |  |  |  |  |  |  |  |  |  |  |  |  |  |  |  |  |  |  |  |  |  |  |  |  |  |  |  |  |  |  |  |  |  |  |
|                                                                                   |                                                                                   |                                                                                   |                                                                                   |                                                                                   |                                                                                   |                                    |                                    |                                                                       |                                                                       |                                                                       |                                                                       |                                                                       |                                                                       |                                   |                                   | Friedrich Wilhelm I. (König in Preußen)               | Friedrich Wilhelm I. (König in Preußen)               | Friedrich Wilhelm I. (König in Preußen)               | Friedrich Wilhelm I. (König in Preußen)               | Friedrich Wilhelm I. (König in Preußen)               | Friedrich Wilhelm I. (König in Preußen)               |                                |                                | Sophie Dorothea (Königin in Preußen)                                       | Sophie Dorothea (Königin in Preußen)                                       | Sophie Dorothea (Königin in Preußen)                                       | Sophie Dorothea (Königin in Preußen)                                       | Sophie Dorothea (Königin in Preußen)                                       | Sophie Dorothea (Königin in Preußen)                                       |                                        |                                        |                                                            |                                                            |                                                            |                                                            |                                                            |                                                            |  |  |                                        |                                        |                                        |                                        |                                        |                                        |  |  |  |  |  |  |  |  |  |  |  |  |  |  |  |  |  |  |  |  |  |  |  |  |  |  |  |  |  |  |  |  |  |  |  |  |
|                                                                                   |                                                                                   |                                                                                   |                                                                                   |                                                                                   |                                                                                   |                                    |                                    |                                                                       |                                                                       |                                                                       |                                                                       |                                                                       |                                                                       |                                   |                                   |                                                       |                                                       |                                                       |                                                       |                                                       |                                                       |                                |                                |                                                                            |                                                                            |                                                                            |                                                                            |                                                                            |                                                                            |                                        |                                        |                                                            |                                                            |                                                            |                                                            |                                                            |                                                            |  |  |                                        |                                        |                                        |                                        |                                        |                                        |  |  |  |  |  |  |  |  |  |  |  |  |  |  |  |  |  |  |  |  |  |  |  |  |  |  |  |  |  |  |  |  |  |  |  |  |
|                                                                                   |                                                                                   |                                                                                   |                                                                                   |                                                                                   |                                                                                   |                                    |                                    |                                                                       |                                                                       |                                                                       |                                                                       |                                                                       |                                                                       |                                   |                                   |                                                       |                                                       |                                                       |                                                       |                                                       |                                                       |                                |                                |                                                                            |                                                                            |                                                                            |                                                                            |                                                                            |                                                                            |                                        |                                        |                                                            |                                                            |                                                            |                                                            |                                                            |                                                            |  |  |                                        |                                        |                                        |                                        |                                        |                                        |  |  |  |  |  |  |  |  |  |  |  |  |  |  |  |  |  |  |  |  |  |  |  |  |  |  |  |  |  |  |  |  |  |  |  |  |
| Wilhelmine (Markgräfin von Brandenburg-Bayreuth)                                  | Wilhelmine (Markgräfin von Brandenburg-Bayreuth)                                  | Wilhelmine (Markgräfin von Brandenburg-Bayreuth)                                  | Wilhelmine (Markgräfin von Brandenburg-Bayreuth)                                  | Wilhelmine (Markgräfin von Brandenburg-Bayreuth)                                  | Wilhelmine (Markgräfin von Brandenburg-Bayreuth)                                  |                                    |                                    | Friedrich II. (König von Preußen)                                     | Friedrich II. (König von Preußen)                                     | Friedrich II. (König von Preußen)                                     | Friedrich II. (König von Preußen)                                     | Friedrich II. (König von Preußen)                                     | Friedrich II. (König von Preußen)                                     |                                   |                                   | Friederike Luise (Markgräfin von Brandenburg-Ansbach) | Friederike Luise (Markgräfin von Brandenburg-Ansbach) | Friederike Luise (Markgräfin von Brandenburg-Ansbach) | Friederike Luise (Markgräfin von Brandenburg-Ansbach) | Friederike Luise (Markgräfin von Brandenburg-Ansbach) | Friederike Luise (Markgräfin von Brandenburg-Ansbach) |                                |                                | Philippine Charlotte (Fürstin von Braunschweig-Wolfenbüttel)               | Philippine Charlotte (Fürstin von Braunschweig-Wolfenbüttel)               | Philippine Charlotte (Fürstin von Braunschweig-Wolfenbüttel)               | Philippine Charlotte (Fürstin von Braunschweig-Wolfenbüttel)               | Philippine Charlotte (Fürstin von Braunschweig-Wolfenbüttel)               | Philippine Charlotte (Fürstin von Braunschweig-Wolfenbüttel)               |                                        |                                        | Sophie Dorothea Marie (Markgräfin von Brandenburg-Schwedt) | Sophie Dorothea Marie (Markgräfin von Brandenburg-Schwedt) | Sophie Dorothea Marie (Markgräfin von Brandenburg-Schwedt) | Sophie Dorothea Marie (Markgräfin von Brandenburg-Schwedt) | Sophie Dorothea Marie (Markgräfin von Brandenburg-Schwedt) | Sophie Dorothea Marie (Markgräfin von Brandenburg-Schwedt) |  |  | Luise Ulrike (Königin von Schweden)    | Luise Ulrike (Königin von Schweden)    | Luise Ulrike (Königin von Schweden)    | Luise Ulrike (Königin von Schweden)    | Luise Ulrike (Königin von Schweden)    | Luise Ulrike (Königin von Schweden)    |  |  |  |  |  |  |  |  |  |  |  |  |  |  |  |  |  |  |  |  |  |  |  |  |  |  |  |  |  |  |  |  |  |  |  |  |
| Wilhelmine (Markgräfin von Brandenburg-Bayreuth)                                  | Wilhelmine (Markgräfin von Brandenburg-Bayreuth)                                  | Wilhelmine (Markgräfin von Brandenburg-Bayreuth)                                  | Wilhelmine (Markgräfin von Brandenburg-Bayreuth)                                  | Wilhelmine (Markgräfin von Brandenburg-Bayreuth)                                  | Wilhelmine (Markgräfin von Brandenburg-Bayreuth)                                  |                                    |                                    | Friedrich II. (König von Preußen)                                     | Friedrich II. (König von Preußen)                                     | Friedrich II. (König von Preußen)                                     | Friedrich II. (König von Preußen)                                     | Friedrich II. (König von Preußen)                                     | Friedrich II. (König von Preußen)                                     |                                   |                                   | Friederike Luise (Markgräfin von Brandenburg-Ansbach) | Friederike Luise (Markgräfin von Brandenburg-Ansbach) | Friederike Luise (Markgräfin von Brandenburg-Ansbach) | Friederike Luise (Markgräfin von Brandenburg-Ansbach) | Friederike Luise (Markgräfin von Brandenburg-Ansbach) | Friederike Luise (Markgräfin von Brandenburg-Ansbach) |                                |                                | Philippine Charlotte (Fürstin von Braunschweig-Wolfenbüttel)               | Philippine Charlotte (Fürstin von Braunschweig-Wolfenbüttel)               | Philippine Charlotte (Fürstin von Braunschweig-Wolfenbüttel)               | Philippine Charlotte (Fürstin von Braunschweig-Wolfenbüttel)               | Philippine Charlotte (Fürstin von Braunschweig-Wolfenbüttel)               | Philippine Charlotte (Fürstin von Braunschweig-Wolfenbüttel)               |                                        |                                        | Sophie Dorothea Marie (Markgräfin von Brandenburg-Schwedt) | Sophie Dorothea Marie (Markgräfin von Brandenburg-Schwedt) | Sophie Dorothea Marie (Markgräfin von Brandenburg-Schwedt) | Sophie Dorothea Marie (Markgräfin von Brandenburg-Schwedt) | Sophie Dorothea Marie (Markgräfin von Brandenburg-Schwedt) | Sophie Dorothea Marie (Markgräfin von Brandenburg-Schwedt) |  |  | Luise Ulrike (Königin von Schweden)    | Luise Ulrike (Königin von Schweden)    | Luise Ulrike (Königin von Schweden)    | Luise Ulrike (Königin von Schweden)    | Luise Ulrike (Königin von Schweden)    | Luise Ulrike (Königin von Schweden)    |  |  |  |  |  |  |  |  |  |  |  |  |  |  |  |  |  |  |  |  |  |  |  |  |  |  |  |  |  |  |  |  |  |  |  |  |
|                                                                                   |                                                                                   |                                                                                   |                                                                                   | August Wilhelm (Prinz von Preußen)                                                | August Wilhelm (Prinz von Preußen)                                                | August Wilhelm (Prinz von Preußen) | August Wilhelm (Prinz von Preußen) | August Wilhelm (Prinz von Preußen)                                    | August Wilhelm (Prinz von Preußen)                                    |                                                                       |                                                                       | Amalie (Äbtissin von Quedlinburg)                                     | Amalie (Äbtissin von Quedlinburg)                                     | Amalie (Äbtissin von Quedlinburg) | Amalie (Äbtissin von Quedlinburg) | Amalie (Äbtissin von Quedlinburg)                     | Amalie (Äbtissin von Quedlinburg)                     |                                                       |                                                       | Heinrich (preußischer General)                        | Heinrich (preußischer General)                        | Heinrich (preußischer General) | Heinrich (preußischer General) | Heinrich (preußischer General)                                             | Heinrich (preußischer General)                                             |                                                                            |                                                                            | August Ferdinand (preußischer General)                                     | August Ferdinand (preußischer General)                                     | August Ferdinand (preußischer General) | August Ferdinand (preußischer General) | August Ferdinand (preußischer General)                     | August Ferdinand (preußischer General)                     |                                                            |                                                            |                                                            |                                                            |  |  |                                        |                                        |                                        |                                        |                                        |                                        |  |  |  |  |  |  |  |  |  |  |  |  |  |  |  |  |  |  |  |  |  |  |  |  |  |  |  |  |  |  |  |  |  |  |  |  |

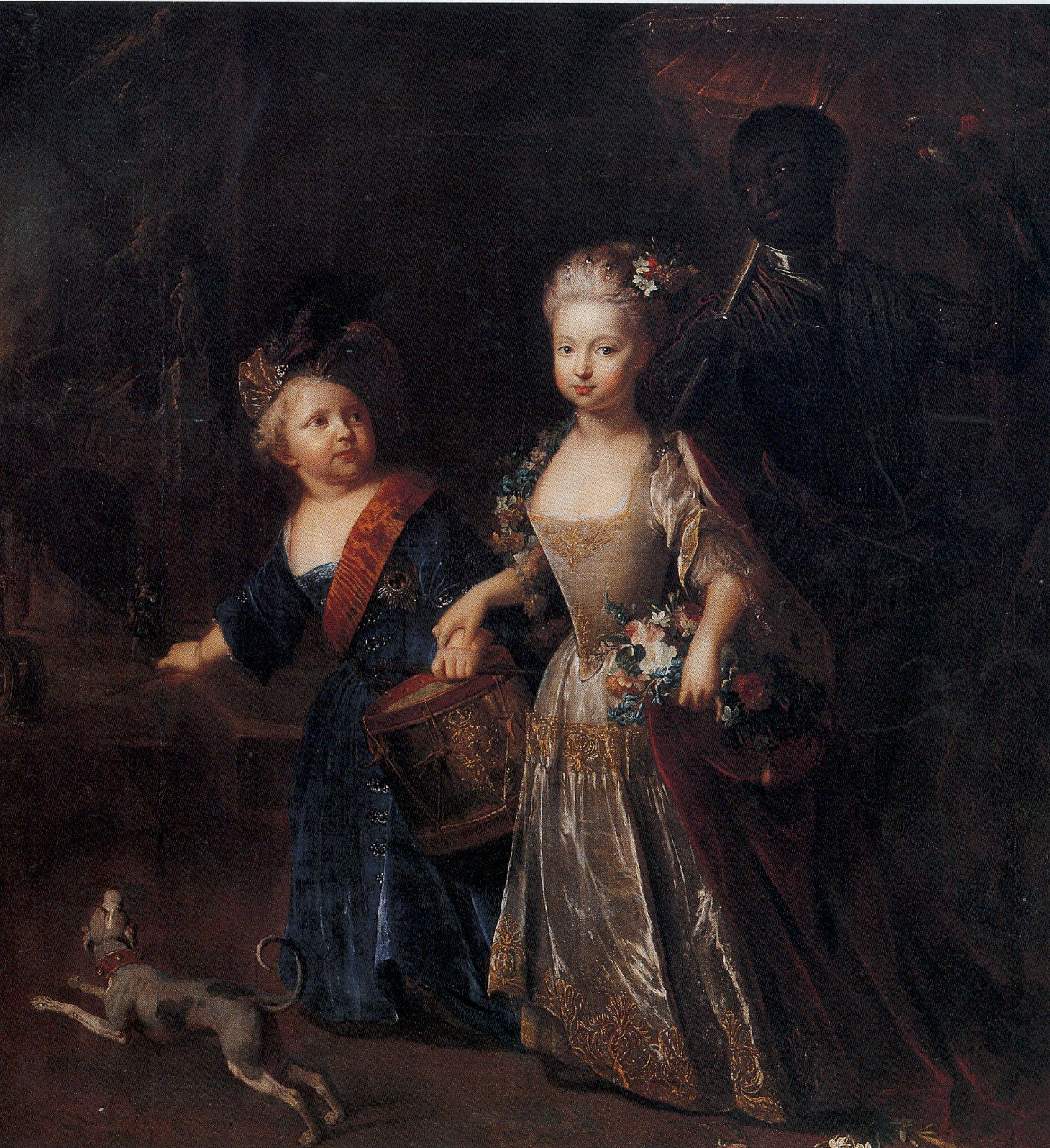
Wilhelmine mit ihrem Bruder Friedrich; Antoine Pesne (1714)

Die am 3. Juli 1709 geborene Wilhelmine Sophie Friederike wurde am 12. Juli evangelisch getauft. Ihre Taufpaten waren die anlässlich des sogenannten Dreikönigstreffens bei Friedrich I. von Preußen (Wilhelmines Großvater) in Berlin anwesenden Monarchen August der Starke von Sachsen und König von Polen-Litauen sowie König Friedrich IV. von Dänemark-Norwegen.
Wilhelmine wuchs am spartanisch geführten Hof ihres Vaters, des Soldatenkönigs Friedrich Wilhelm I., als ältestes überlebendes Kind auf – wie ihre Memoiren verdeutlichen, in einer problembelasteten Umgebung. Sie wurde schon als Kind zum Spielball politischer Ambitionen. Zunächst strebten beide Eltern für sie die Ehe mit dem britischen Thronfolger an (ihre Mutter Sophie Dorothea war Tochter des englischen Königs Georg I.), weshalb die achtjährige Prinzessin mit ihrem Cousin Friedrich Ludwig von Hannover, damals Herzog von Gloucester und ab 1729 15. Prince of Wales, verlobt wurde. In der Folge entstanden politische und familiäre Zwistigkeiten, unter denen Wilhelmine zunehmend zu leiden hatte. Die Mutter, die andere kulturelle Bedürfnisse hatte als ihr Ehemann, der König, verfolgte konsequent den Wunsch nach einer Verbindung mit dem ihr eng verwandten englisch-hannoveranischen Königshaus weiter, während sich der Vater zu einer Annäherung an das Haus Habsburg entschloss, um seine Treue dem deutschen Kaiser (damals Karl VI.) gegenüber zu zeigen. So wurde Wilhelmines erste Verlobung kurz vor der bald darauf folgenden Hochzeit mit dem Bayreuther Markgrafenprinzen Friedrich aufgehoben. Diese familiären und diplomatischen Gegensätze sowie erlittene körperliche und seelische Traumata als Kind durch die Erzieherin Leti und als Jugendliche durch ihre Eltern hat Wilhelmine in ihren Memoiren aus unmittelbarer Erlebniswelt drastisch wiedergegeben.

### Die Erzieherin Leti

Wilhelmine, Porträt des preußischen Hofmalers Friedrich Wilhelm Weidemann, vermutlich im Zusammenhang mit ihrer Verlobung mit Friedrich Ludwig von Hannover 1717 entstanden.

Detailliert schildert sie als Markgräfin von Bayreuth – der Zeitpunkt der Niederschrift der Memoiren ist nicht angegeben – die Probleme mit der Leti. Von 1712 bis 1721 wurde Wilhelmine von dieser Italienerin, deren Vater Gregorio Leti (1630–1701) ein Historiker und Romanautor war, erzogen und unterrichtet. Sie wird als schön, blenderisch, kokett, boshaft und ränkesüchtig beschrieben. Unter ihr hatte das Kind fast genauso zu leiden wie unter den Eltern.
Wilhelmine vermutete, dass diese Frau sie wegen ihres italienischen Geistes piesackte, doch es gab einen triftigen Grund: Die Frau war von zwei Ministern des Königs, Friedrich Wilhelm von Grumbkow und Fürst Leopold von Anhalt-Dessau, bestochen worden, die beide die Ehepläne von Wilhelmines Mutter und deren Vater, König Georg I., hintertrieben und auch Wilhelmines Vater in diese Richtung beeinflussten. Die Leti versuchte, das Kind für eine Ehe mit dem Markgrafen Friedrich Wilhelm von Schwedt zu erwärmen, einem Neffen des Alten Dessauers, und horchte es über die Gespräche seiner Eltern aus. Als das Kind schließlich auf Weisung seiner Mutter diesbezüglich nur noch auswich, wurde es tagtäglich gequält.

„Ich hatte vor der Leti Angst wie vor dem Feuer. Oft schlug sie mich und behandelte mich grob. […] Es verging kein Tag, an dem sie nicht die gefürchtete Kraft ihrer Fäuste an mir erprobte.“

„Sie war zu raffiniert, um nicht zu merken, dass ich instruiert war, und um es heraus zu bekommen, erwies sie mir alle erdenklichen Schmeicheleien. Doch als sie sah, dass sie bei mir im Guten nichts erreichte, geriet sie in schreckliche Wut, versetzte mir mehrere Schläge auf den Arm und stürzte mich die Estrade hinunter. Dank meiner Geschicklichkeit brach ich mir weder Arm noch Bein und kam mit ein paar Quetschungen davon.“

„Faustschläge und Fußtritte wurden mein täglich Brot; es gab kaum ein Schimpfwort, mit dem sie die Königin nicht bedachte: Gewöhnlich nannte sie sie die große Eselin.“

Offensichtlich gab es Ausfälle der Leti, wenn sie ihre Mission, das Kind auszuhorchen, nicht erreichen konnte. Wilhelmine wagte sich niemandem anzuvertrauen und brach schließlich mit einer Gallenkolik zusammen. An der nachfolgenden Gelbsucht laborierte sie monatelang. Die Mutter schien von den Qualen ihres ältesten Kindes bis dahin nichts gemerkt zu haben.

### Die „Sonsine“
Gemeinsam mit ihrem Bruder Friedrich lebte Wilhelmine zudem in der Obhut der nur Französisch sprechenden Marthe de Roucoulle, einer in Frankreich geborenen Hugenottin, die schon beider Vater als Gouvernante betreut hatte. Sie erklärte der Mutter, dass Wilhelmine auf diesem Wege wahrscheinlich eines Tages zum Krüppel geschlagen werde. In der Folge wurde die Leti auf Betreiben des Königs im Jahr 1721 durch Dorothea Luise von Wittenhorst-Sonsfeld – von Wilhelmine und ihrem Bruder Friedrich liebevoll „Sonsine“ genannt – ersetzt. Ihr gelang es, das verschüchterte Kind zu beruhigen und sein Vertrauen zu erhalten. Sie hatte großes pädagogisches Geschick und förderte Wilhelmine sehr im schulischen und musikalischen Bereich. Bis zu ihrem Tod 1746 in Bayreuth, wohin sie mit Wilhelmine nach deren Hochzeit gezogen war, stand sie loyal zu der ihr schon als Kind Anvertrauten.

### Der Vater
Aus Wilhelmines Briefen an ihren Vater ist erkennbar, dass sie anfangs ein gutes Verhältnis zu ihm hatte, er weilte aber nur selten bei seiner Familie. Hauptsächlich litt sie, wie offenbar die ganze Familie, unter seinen Launen. Zu ihrem nächstjüngeren Bruder Friedrich, mit dem sie, mit Förderung ihrer Mutter, ihr Interesse für Musik und Wissenschaft teilte, hatte sie eine außergewöhnlich enge Beziehung, die bis zu ihrem Tod anhielt. Musikalische Begabung zeigten beide Kinder, Wilhelmine bereits mit sechs Jahren (1715) durch Tanzen und Cembalospiel, das die Mutter begeisterte. Die Kinder verbündeten sich gegen den Vater, der musische Beschäftigungen, insbesondere des Kronprinzen, nicht leiden konnte und mit unduldsamer Strenge den Sohn zu seinem Ebenbild formen wollte. Die Tätlichkeiten gegen beide Kinder, die von Wilhelmine beschrieben wurden, wie beispielsweise Stockschläge und an den Haaren durchs Zimmer Schleifen, beschäftigen bis heute die Historiker.

### Der Kronprinzenprozess von 1730
Nach dem missglückten Fluchtversuch ihres Bruders am 5. August 1730, bei dem ihm Hans Hermann von Katte wegen der immer unerträglicher werdenden Zerwürfnisse mit seinem Vater zur Seite stand, wurde Wilhelmine als Mitglied im Freundestrio der Mitwisserschaft eines „Desertions-Komplottes“ verdächtigt und in ihrem Gemach im Schloss eingesperrt. Ihr Bruder, der „Deserteur“, kam nach Küstrin als Gefangener, und Katte, „der Komplotteur“, wurde verhaftet. Es kam zum staatserschütternden Kronprinzenprozess, der in ganz Europa Kreise zog.
Die Geschwister wurden danach über ein Jahr lang streng isoliert festgehalten. Ihr Vater König Friedrich Wilhelm I. hatte nicht nur mit Kreuzverhör, Festungshaft und Folter (gegen Friedrich) gedroht, sondern mit der Hinrichtung beider Geschwister. Im Falle des Hans Hermann von Katte, zu dem Wilhelmine möglicherweise eine Liebesbeziehung hatte, machte er nach dem Urteilsspruch des Kriegsgerichts, der auf lebenslange Festungshaft lautete, von seinem Recht auf Urteilsschärfung Gebrauch: Da das Kriegsgericht der Aufforderung des Königs, den Beschluss zu ändern und „Recht zu sprechen“ – er wünschte die Todesstrafe – nicht nachkommen wollte, verschärfte er das Urteil im Alleingang auf Tod durch Enthaupten, was damals beispiellos war und in ganz Europa diskutiert wurde. Seine beiden Kinder blieben verschont, aber sie trugen ihr Leben lang am tragischen Schicksal ihres Freundes.
Der König setzte in der Folge die Verheiratung seiner Tochter Wilhelmine mit aufgrund dieses Prozesses verschärften Maßnahmen durch: Minister von Grumbkow hatte Wilhelmines Hofmeisterin Dorothea Luise von Wittenhorst-Sonsfeld zu informieren, ihren Schützling so zu bearbeiten, dass sie dem väterlichen Befehl Folge leiste, um den Familienfrieden wiederherzustellen. Sonsfeld selber wurde angedroht, im „Spinnhaus für öffentliche Huren“ eingekerkert zu werden, gelänge ihr dies nicht. Danach setzte der König, ihr Vater, schließlich durch, dass sie nach jahrelangem entwürdigendem Hin und Her Friedrich von Brandenburg-Bayreuth heiratete.

### Hochzeit und Umzug nach Bayreuth

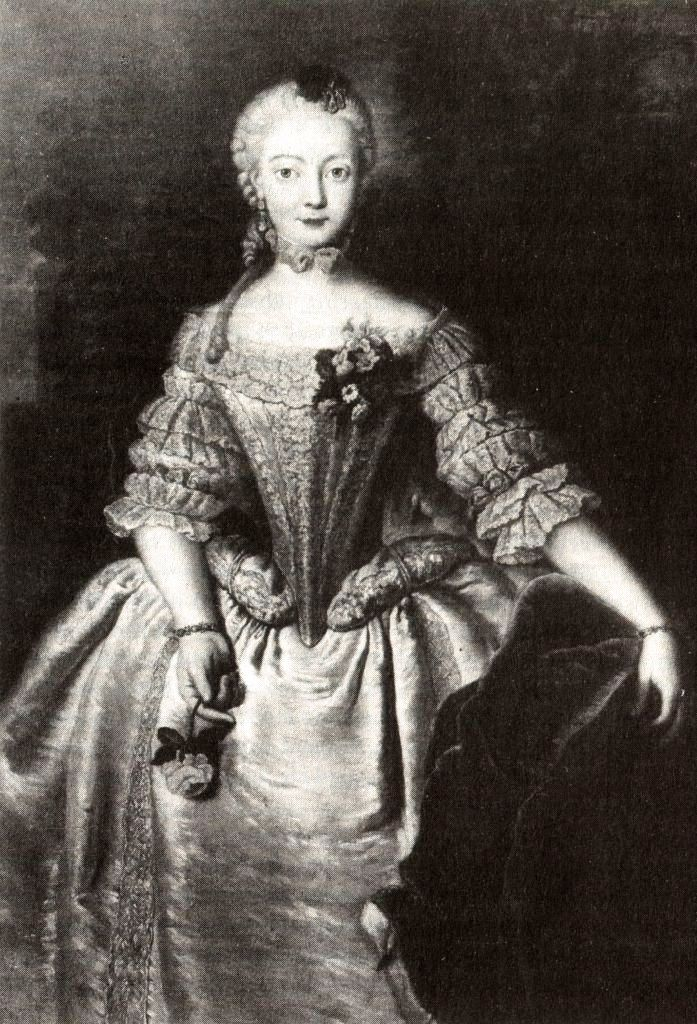
Wilhelmine als Braut; unbekannter Künstler (undatiert)

Nach einem Bericht des Gesandten von Braunschweig-Wolfenbüttel soll der Erbprinz des Fürstentums Bayreuth Friedrich von Brandenburg-Bayreuth bereits Sophie, einer jüngeren Schwester Wilhelmines, als Ehemann angekündigt gewesen sein, doch gab es auch mehrere Zeitzeugen, die ihn von Beginn an als Bräutigam für Wilhelmine bezeichneten. Die Verlobung fand am 3. Juni 1731 statt, Hochzeit war am 20. November im Berliner Schloss. Obwohl die Hochzeit arrangiert war, entwickelten Wilhelmine und Friedrich in den ersten Ehejahren ein sehr liebevolles Verhältnis zueinander. Bereits in der Verlobungszeit gibt es in Wilhelmines Memoiren erste Hinweise darauf, dass sie dem Prinzen mehr zugetan war, als es ihrer Mutter, die sie immer noch unbedingt nach Großbritannien verheiraten wollte, recht war.
Wilhelmine konnte die Abreise aus Berlin gar nicht mehr erwarten, sodass sie sich, obwohl im zweiten Monat schwanger, am 11. Januar 1732 auf die gefahrvolle Reise nach Bayreuth begab. Dort wurde jedoch ihre Hoffnung auf den ihr als großartig beschriebenen Hof gänzlich enttäuscht. Darüber lässt sie sich in ihren Memoiren aus, in denen sie ihre neuen Untertanen als Bauern ohne jegliche Lebensart bezeichnet. Auch das Schloss fand keine Gnade vor ihren Augen: Seine Räume seien dunkel, mit Spinnenweben verhangen; in den ihr zugewiesenen Räumen wären die Polster der Sessel durchstochen und das Himmelbett hätte nach zwei Wochen keine Vorhänge mehr, weil sie bei Berührung zerreißen würden. Die Bemühungen des Markgrafen, seine Schwiegertochter angemessen zu empfangen, lösten bei ihr nur ein mitleidiges Lächeln aus. Auch beklagte sie sich über die einfache Küche ihrer neuen Heimat. Im Gegensatz zu ihren Memoiren jedoch beschrieb die Prinzessin in ihren Briefen an Vater, Mutter und Bruder kurz nach der Ankunft ihren Empfang in Bayreuth positiv.
Wilhelmines jugendliche Lebensfreude traf am Bayreuther Hof auf ein asketisches Leben. Die Spannungen mit dem alten pietistischen Markgrafen wurden durch das Ausbleiben des ersehnten männlichen Erben nach der Geburt ihrer Tochter Elisabeth Friederike Sophie im August 1732 weiter verstärkt.

### Bautätigkeiten und Regierungsgeschäfte

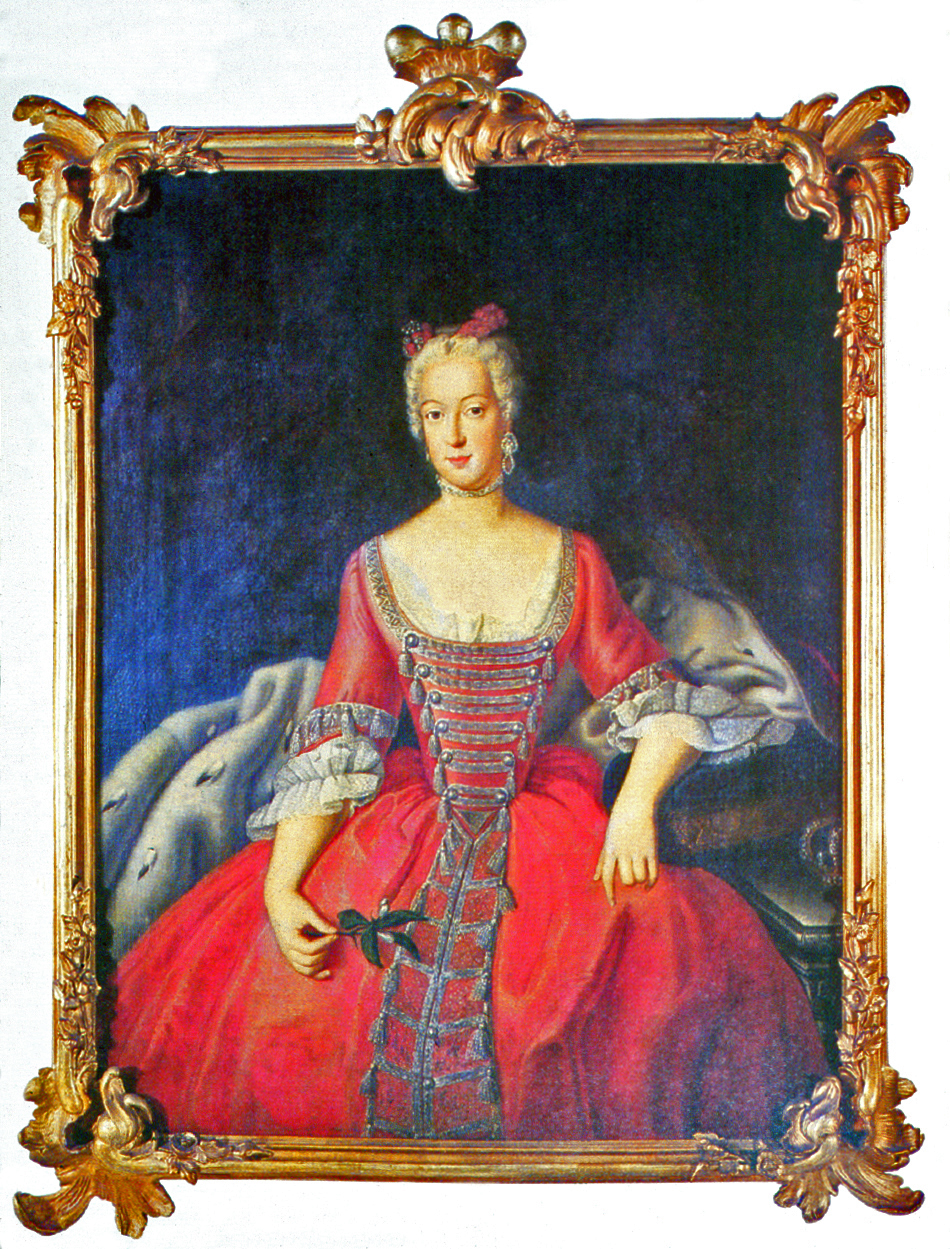
Markgräfin Wilhelmine von Bayreuth; Antoine Pesne (undatiert)

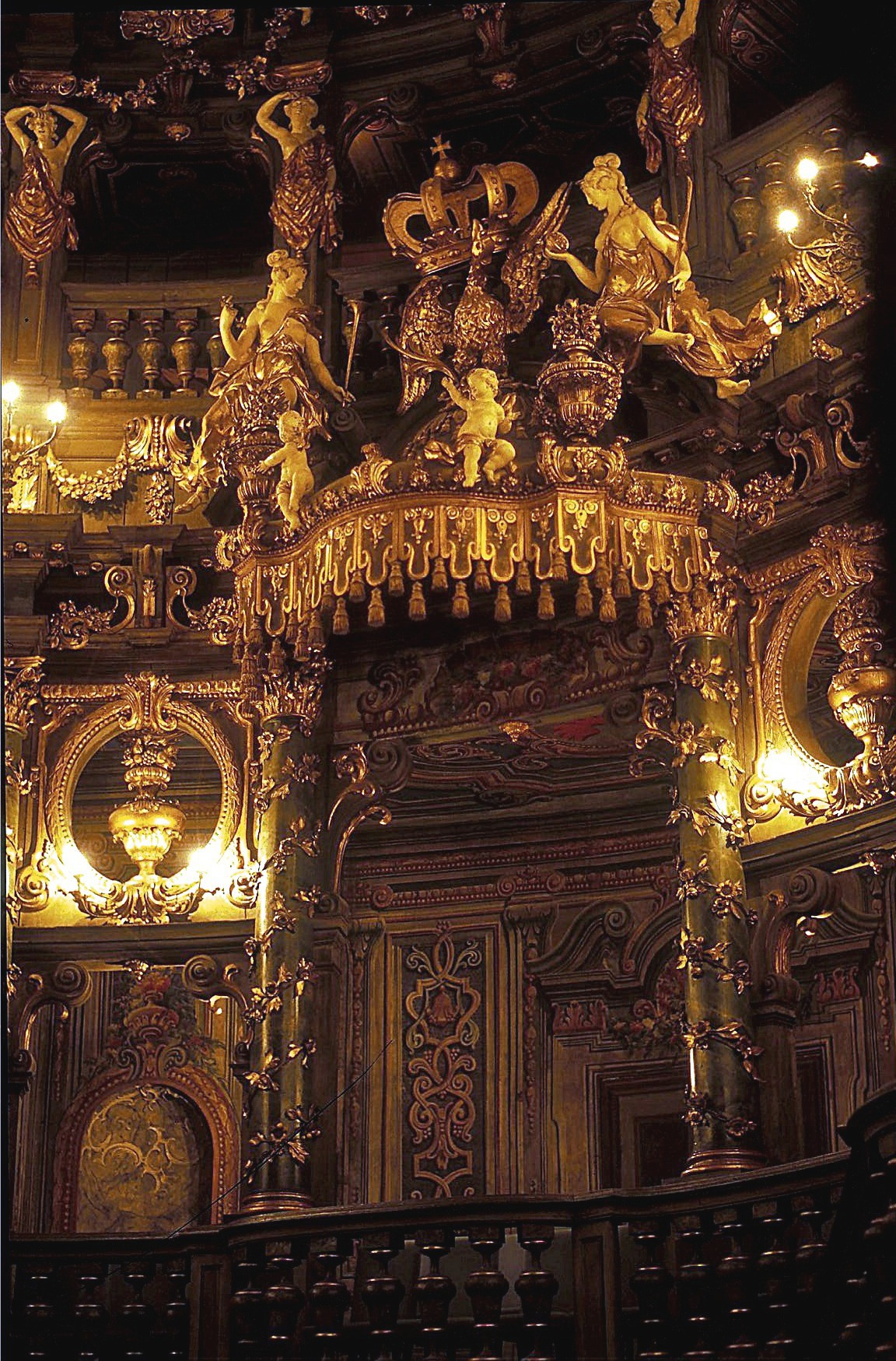
Fürstenloge des Markgräflichen Opernhauses

Nach dem Tod ihres Schwiegervaters Georg Friedrich Karl hatte die Markgräfin wesentlichen Anteil an der Modernisierung des Landes. So unterstützte sie ihren politisch unerfahrenen Mann dabei, das Korruptionsgeflecht des Bayreuther Hofes zu entwirren und ein Gegengewicht zu den Beamten des verstorbenen Schwiegervaters zu bilden. Anders als ihr Ehemann Friedrich unterhielt sie, die den Bayreuther Dialekt nicht verstand, aber so gut wie keinen Kontakt zum „gemeinen Volk“.
Zu ihrem 26. Geburtstag (1735) schenkte ihr der Markgraf die Eremitage bei Bayreuth. Diesen Landschaftspark baute sie in den folgenden Jahren zu einem wahren Kleinod aus. Ein weiterer Landschaftspark entstand in den Jahren 1744 bis 1748 in der Nähe des Ortsteils Sanspareil der Gemeinde Wonsees: der Felsengarten Sanspareil (französisch sans pareil = „ohnegleichen“). In diesem natürlichen Felsenhain baute Wilhelmine die Schauplätze des damals populären Romans Die Abenteuer des Telemach von François Fénelon nach. Von den Bauten sind nur noch der Morgenländische Bau und das Ruinentheater erhalten. Als Juwel gilt das 1748 anlässlich der Hochzeit ihrer Tochter Elisabeth Friederike Sophie eingeweihte Markgräfliche Opernhaus, das 2012 als Weltkulturerbe anerkannt wurde. Außerdem wirkte sie entscheidend beim 1753 begonnenen Bau des Neuen Schlosses in der Bayreuther Innenstadt mit. Dies erkennt man noch in dessen Ausstattung. Das Ergebnis ihrer regen Bautätigkeit, bekannt als Bayreuther Rokoko, ist gegenwärtig ein Magnet für den Fremdenverkehr. Nicht mehr miterleben konnte sie das als Sommerresidenz in Donndorf (heute Ortsteil von Eckersdorf) errichtete Schloss Fantaisie, das sie noch mitentwarf. Die Errichtung wurde mit ihrem Tod 1758 zunächst unterbrochen, aber im Jahr 1761 weitergeführt.
In der Zweitresidenz Erlangen ließ das Markgrafenpaar das Markgrafentheater in den Jahren 1743/44 durch den italienischen Theaterarchitekten Giovanni Paolo Gaspari in größerem Maße umbauen.
Zusätzlich malte, schauspielerte und schrieb sie an ihren Memoiren und einer umfangreichen Korrespondenz. Ihre Bibliothek umfasst rund 4000 Bücher. Ihre größte Leidenschaft galt jedoch der Musik. Sie spielte perfekt Cembalo und Laute und gehört zu den wenigen deutschen Komponistinnen ihrer Epoche, die Opern schrieben. Davon erhalten ist nur Argenore.
Wilhelmine bekam 1737 von ihrem Mann die Intendantur über die Bayreuther Hofmusik übertragen, lud italienische Opernkünstler ein und kümmerte sich mit großem Elan um das Kulturleben des Bayreuther Hofes. Sie etablierte die Italienische Oper und schaffte es, den Hof kulturell und intellektuell auf eine Stufe mit den großen Höfen in Berlin oder Wien zu heben. Von Voltaire stammt aus dem Jahr 1743 folgende Beschreibung: „Bayreuth ist eine wunderliebe Stadt. Man kann hier alle Annehmlichkeiten des Hofes ohne die Unannehmlichkeiten der großen Welt genießen.“

### Beziehung zur Habsburgermonarchie
In den 1740er Jahren wurde die Freundschaft der Geschwister aufgrund von Meinungsverschiedenheiten in Bezug auf die Erbschaft der Wilhelmine von der Marwitz, Hofdame der Markgräfin und Tochter des Generals von der Marwitz, beeinträchtigt. Diese ging nach ihrer von Wilhelmine geförderten Ehe mit dem Grafen Otto von Burghauß samt Heiratsgut ins feindliche Ausland Österreich, was den König verbitterte.
Neben dem Missfallen ihres Bruders bedrückte die Markgräfin die Untreue ihres Mannes mit dieser Marwitz-Tochter, deretwegen sie diese Ehe gefördert hatte. Irgendwann in dieser Zeit begann Wilhelmine mit dem Konzept und der Komposition ihrer Oper Argenore sowie mit ihren Memoiren. Wie diese, ist ihre Oper voll verschlüsselter biographischer Anspielungen auf der Ebene des Librettos wie auch innerhalb der Partitur.
Österreichische Diplomaten versuchten, über den Bayreuther Hof Einfluss auf Preußen zu nehmen. Im September 1745, während des Schlesischen Krieges, traf sich Wilhelmine in Emskirchen mit Maria Theresia von Österreich, der Feindin ihres Bruders. Daran zerbrach fast das innige Verhältnis zu ihrem Bruder, zumal sie kein Hehl aus ihrer Bewunderung für Maria Theresia machte.

### Künste und Wissenschaften

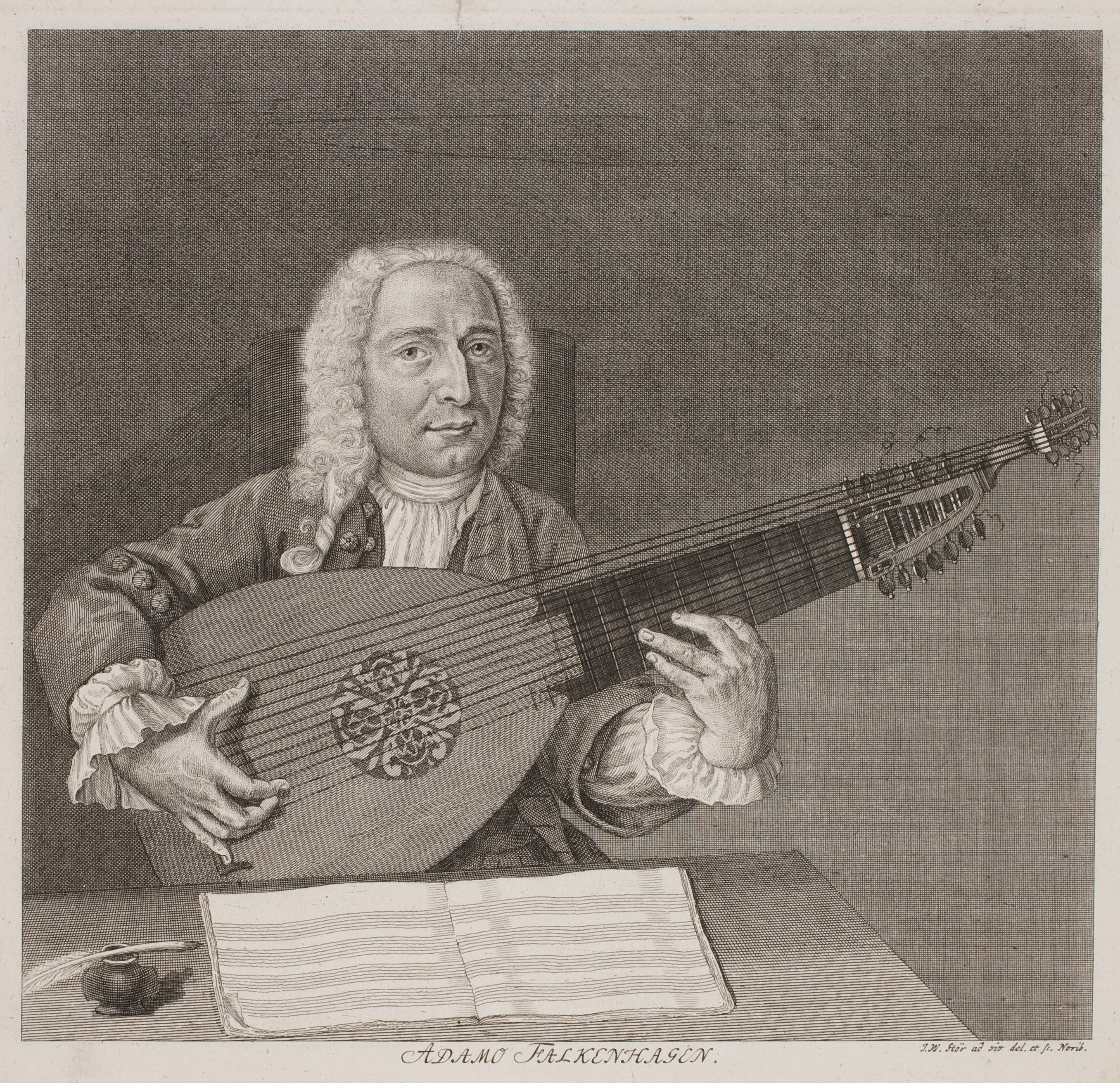
Adam Falckenhagen, Kupferstich von Johann Wilhelm Stör (1705–1765). Von Wilhelmine wurde keine Darstellung als Lautenistin bekannt.

Wilhelmine von Bayreuth suchte musikalische Anregung insbesondere durch praktizierende Musiker. Dazu gehörten von Anfang an beispielsweise der Bayreuther Lautenist Adam Falckenhagen sowie als Gast Georg Andreas Sorge, Komponist, Musiktheoretiker und Organist in Lobenstein (Thüringen), der sie 1733 in Bayreuth besuchte und mit ihr musizierte. Das erfahren wir aus seinem Vorwort zu seiner Kompositionslehre Vorgemach der musicalischen Komposition, deren dritten Teil (gedruckt 1747) er Wilhelmine widmete. Aus diesem Vorwort geht auch hervor, dass er ihr ein Pantalon-Clavier mitbrachte; ob von ihr bestellt, ist nicht bekannt. Ihrem Bruder in Berlin schrieb sie von diesem „kleinen Pantalon“, und dass solche „in der Nähe gebaut würden“. Wir erfahren dabei, dass sich Wilhelmine schon 1733 mit der Spielweise eines frühen Hammerclaviers beschäftigte.

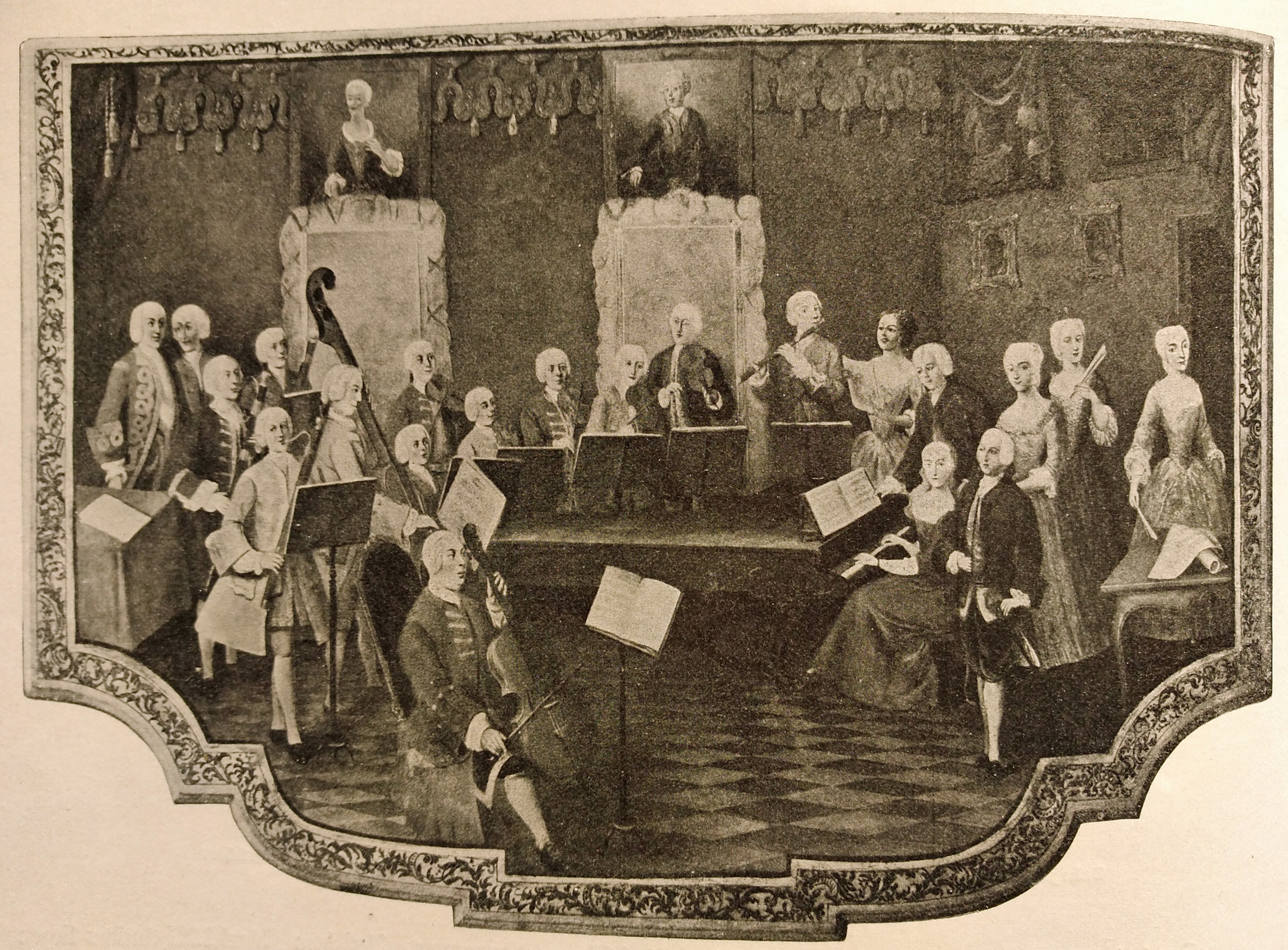
Markgräfin Wilhelmine (am Cembalo) und ihr Orchester 1739 (auf die Platte eines Wandtisches gemaltes, heute verschollenes Bild)

 Schon bevor sie 1735 offiziell Markgräfin wurde, war die höfische Kammermusik ein wichtiger Teil des von ihr initiierten Musiklebens (1732–1734), wie dem Briefwechsel mit ihrem Bruder, Kronprinz Friedrich in Berlin zu entnehmen ist. Als Markgräfin dann begann sie, offiziell das orchestre im Hinblick auf Opernaufführungen auszubauen. Nach ersten Kantaten und Balletten lernte sie durch italienische Sängertruppen den Kastratengesang kennen und schätzen. Für Aufführungen benutzte sie bereits in der Nebenresidenz Erlangen das Markgrafentheater aus der Zeit des Markgrafen Georg Wilhelm, wo sie Giuseppe Antonio Paganellis Oper Dido einstudierte und aufführen ließ. In Bayreuth schuf der Theaterarchitekt Giovanni Paolo Gaspari im Redoutenhaus ein Theatre del’opera, für dessen Einweihung sie im Mai 1740 die Oper Argenore komponierte, deren Handlung von ihr selbst stammt und in der Libretto-Bearbeitung Andrea Gallettis enthalten ist. Ob es damals tatsächlich zur Aufführung dieser Oper kam, ist umstritten. Aus späteren Jahren haben sich weitere originale Operntexte von ihr erhalten, die sie, wie schon Argenore, von Italienern in die Gesangssprache übersetzen ließ. Über eine kompositorische Mitwirkung dabei ihrerseits gibt es in den Briefen nur schwache Hinweise.
1742 wurde in Bayreuth eine Universität gegründet, allerdings nach einem Jahr in die Nebenresidenz Erlangen verlegt, die heutige Friedrich-Alexander-Universität Erlangen-Nürnberg, der sie ihre Bibliothek vermachte, die erhalten ist. Wohin allerdings Wilhelmines Musiksammlung gelangt ist, die weitere Kompositionen von ihr enthalten dürfte, ist unbekannt.
Nach dem künstlerischen Höhepunkt der Feierlichkeiten aus Anlass der Hochzeit der Tochter Elisabeth Friederike Sophie mit Herzog Carl Eugen von Württemberg (1748), zu der das Markgräfliche Opernhaus mit italienischen Opern eingeweiht wurde, erlebte Wilhelmine bald darauf einen weiteren: 1750 besuchte das Markgrafenpaar Friedrich den Großen in Berlin, wo es bei glanzvollen Festen berühmten Zeitgenossen wie Voltaire, Maupertuis und La Mettrie begegnete. In Bayreuth begannen danach unter Beteiligung internationaler Künstler kostbare Opernvorstellungen. Sie schrieb dafür mehrere Opernlibretti. 1751 wurde sie per Diplom in die römische Accademia dell’Arcadia aufgenommen, der auch Pietro Metastasio angehörte, eine internationale literarische Akademie, die sich insbesondere um die Gestaltung des Opernlibrettos verdient machte. Im Juni 1754 machte ihr Bruder einen Gegenbesuch, aus diesem Anlass dichtete sie die Festa Teatrale L’Huomo, die von Andrea Bernasconi in italienischer Sprache vertont wurde. Die Uraufführung gehörte zu den teuersten Veranstaltungen am Bayreuther Hof.

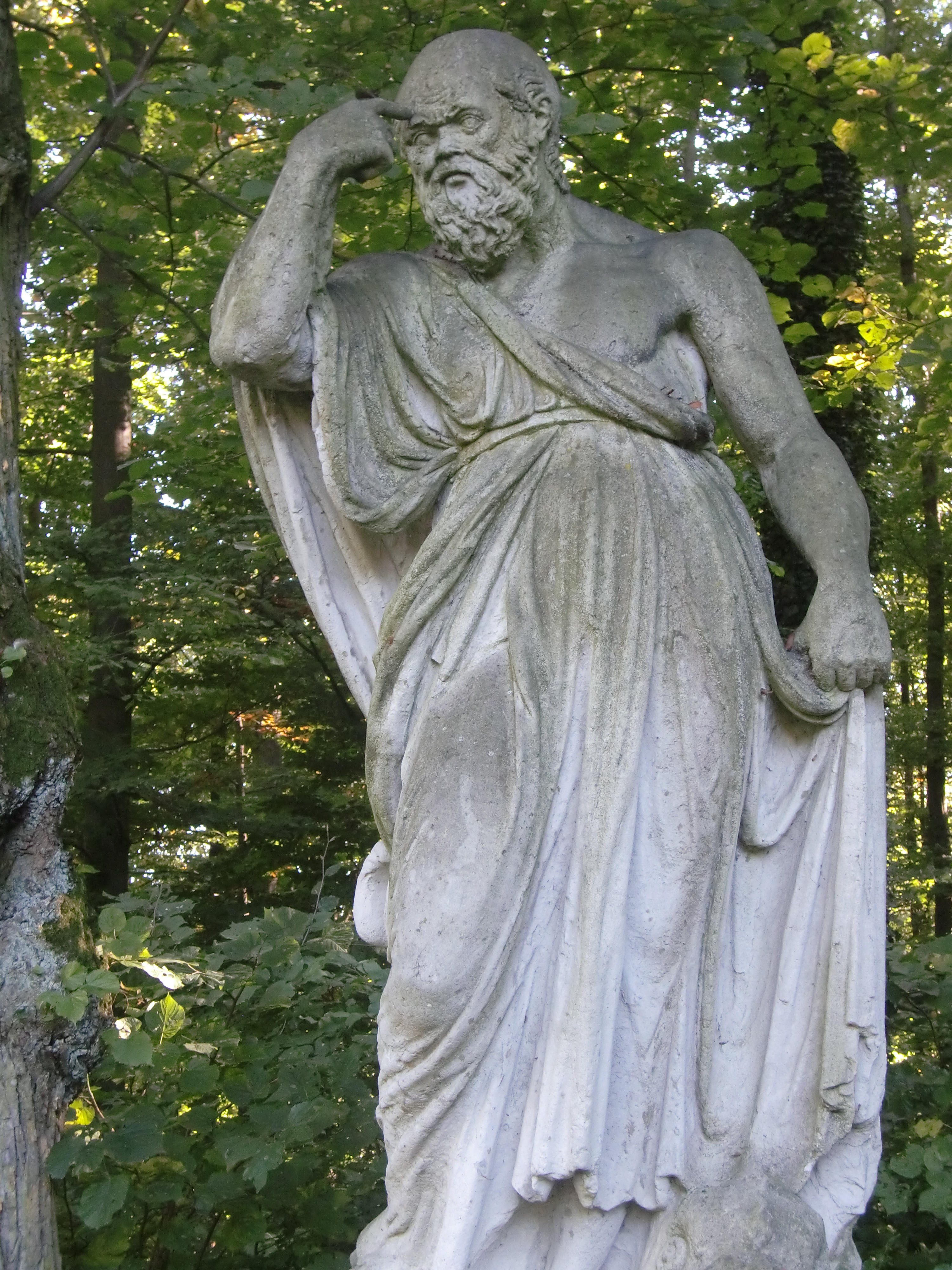
Sokrates des Hofbildhauers Johann Schnegg (nach 1755) im Park der Eremitage Bayreuth

Wilhelmine widmete sich wissenschaftlichen Studien, führte mit Voltaire einen Briefwechsel über philosophische Themen, entwickelte – bereits seit ihrer Ankunft in der Markgrafschaft 1732 – ihre musikalischen Talente zielstrebig weiter und vervollkommnete ihr Lautenspiel als Verehrerin und Schülerin des berühmten Dresdener Hoflautenisten Silvius Leopold Weiss bei dessen Schüler, dem Bayreuther Lautenvirtuosen Adam Falckenhagen. Durch ihren Einfluss erfuhr die Lautenmusik eine späte Blüte in Bayreuth.
Nach Falckenhagens Tod 1754 wurde der Lautenist Paul Charles Durant berufen. Aus dieser Zeit ist eine geschlossene Sammlung mit Lautenkammermusik in der Stadt- und Staatsbibliothek Augsburg erhalten, die möglicherweise auf den Violinisten des Hoforchesters und Lautenisten Bernhard Joachim Hagen zurückgeht. Sie enthält Lautenkammermusik Bayreuther und anderer Komponisten, darunter insbesondere Concerti für begleitete Laute.

### Reise in den Süden und Siebenjähriger Krieg
Einer vom 19. Oktober 1754 bis 24. Juli 1755 inkognito als „Graf und Gräfin von der Mark“ unternommenen Reise nach Südfrankreich und Italien (inkl. Kirchenstaat) folgte im Mai 1756 die Gründung der Bayreuther Akademie der freien Künste und Wissenschaften. Von der Italienreise brachte Wilhelmine u. a. antike Skulpturen mit, darunter einen Sokrateskopf, der dem Hofbildhauer Johann Schnegg als Vorbild für seine Sokratesstatue diente.
Im Rahmen der Reise sollten in den Zielländern auch Verhandlungen geführt werden, die allerdings weniger erfolgreich waren und den kurz darauf ausgebrochenen Siebenjährigen Krieg (1756–1763) nicht verhindern konnten. Während des Krieges bemühte sich das Markgrafenpaar, sein Land soweit möglich daraus herauszuhalten. Zum einen war man durch den Hausvertrag von 1752 an Preußen gebunden, zum anderen wurde befürchtet, dass bei einer Unterstützung Friedrichs II. ein Einmarsch Österreichs zu erwarten ist. Das Markgrafentum verfügte zudem nicht über ausreichend Soldaten und finanzielle Mittel für eine Kriegsbeteiligung. Jedoch wurde preußische Anwerbung geduldet und Wilhelmine informierte ihren Bruder über Vorgänge in Süddeutschland, unternahm aber auch weiterhin Friedensvermittlungen.

### Tod und Erinnerung

Grabmal in der Schlosskirche Bayreuth

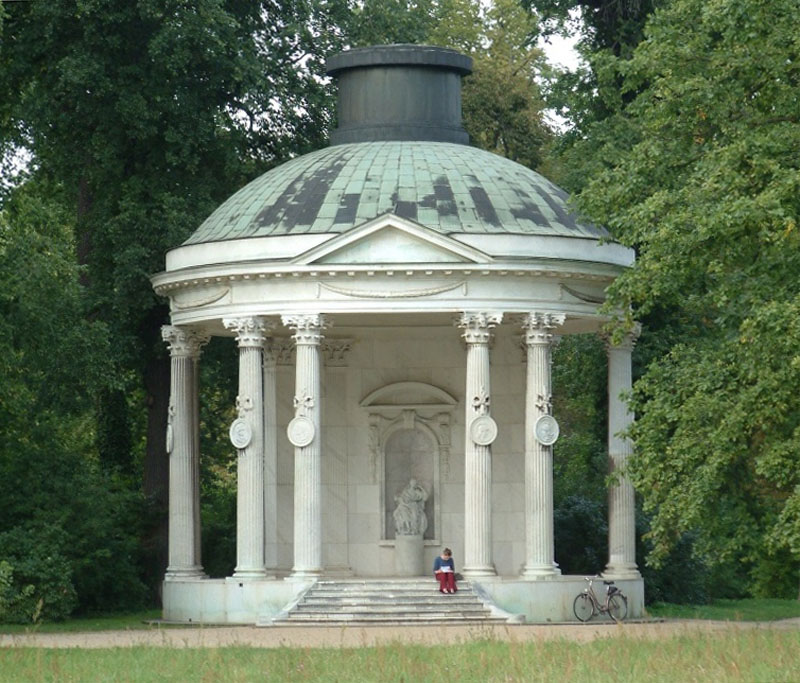
Freundschaftstempel in Sanssouci; Carl von Gontard (erbaut 1768 bis 1770)

Im Juni 1754 sahen sich die Geschwister zum letzten Mal in Bayreuth. Danach schrieb Friedrich an Wilhelmine: „Mein Ich verlässt Sie, aber Ihnen bleibt das Herz dessen, der bis an sein Ende verbleiben wird Ihr getreuer Diener.“
Wilhelmine starb am 14. Oktober 1758 in Bayreuth. Am gleichen Tag erlitt ihr Bruder in der Schlacht bei Hochkirch eine empfindliche Niederlage im Siebenjährigen Krieg, bei der auch sein Freund, der Feldmarschall James Keith, starb.
Voltaire veröffentlichte im Anhang der Erstausgabe seines Romans Candide 1759 eine Ode Sur La Mort De Son Altesse Royale Madame La Markgrave De Bareith für die Bayreuther Markgräfin. Er überarbeitete diese mehrmals.
Zu Wilhelmines zehntem Todestag ließ Friedrich II. in Sanssouci einen Freundschaftstempel errichten.
1944 wurde in Bayreuth die vorherige innenstädtische Heldstraße (seit 1901, nach Johann Christoph Held) in Wilhelminenstraße umbenannt, zudem erhielt das Deutsche Gymnasium Mitte der 60er Jahre den Namen Markgräfin-Wilhelmine-Gymnasium. Zur Erinnerung an die Verdienste der Markgräfin für die Stadt im Zeitalter der Aufklärung verleiht Bayreuth seit 2008 den Markgräfin-Wilhelmine-Preis der Stadt Bayreuth für Toleranz und Humanität in kultureller Vielfalt.
Auch in weiteren Orten erfolgten Benennungen nach Wilhelmine, u. a. die Wilhelminenstraße in Erlangen (an der Buckenhofer Siedlung).

## Nachkommen und Erbe
Das einzige Kind des Paares war Elisabeth Friederike Sophie (* 30. August 1732), die von Giacomo Casanova als das schönste Mädchen Deutschlands bezeichnet wurde. Sie heiratete 1748 Herzog Carl Eugen von Württemberg (1728–1793). Deren einziges Kind, die Tochter Prinzessin Friederike Wilhelmine Augusta Luisa Charlotte von Württemberg wurde am 19. Februar 1750 geboren und starb am 12. März 1751 kurz nach ihrem ersten Geburtstag. Das Paar trennte sich im Herbst 1756, ließ sich aber nicht scheiden. Sie lebte fortan in Bayreuth, starb am 6. April 1780 und wurde neben ihren Eltern in der Bayreuther Schlosskirche beigesetzt.
Ihre umfangreiche, französischsprachige Bibliothek (4226 Bände) vermachte Wilhelmine der Hochschule Erlangen, der heutigen Friedrich-Alexander-Universität Erlangen-Nürnberg, in deren Eröffnungsjahr 1743. Im Wesentlichen erfolgte der Transport nach Erlangen im Jahr nach dem Tod Wilhelmines.

## Memoiren
Wann genau Wilhelmine begonnen hat, die Erlebnisse ihrer traumatischen Kindheit und Jugend – ihre Memoiren – niederzuschreiben, ist nicht überliefert. Man geht davon aus, dass sie Anfang der 1740er Jahre damit begann, wobei sie zunächst ausdrücklich betonte, dass diese keinesfalls veröffentlicht werden sollten.
Im Nachlass von Wilhelmines Leibarzt Daniel de Superville (1696–1773), den Wilhelmine angeblich ihrem Vater für zwei Lange Kerls abgekauft hatte und der 1743 Kanzler der Universität in Erlangen geworden war, fanden sich die Memoiren der Markgräfin.
1810, 52 Jahre nach ihrem Tod, wurden ihre Aufzeichnungen erstmals in einer deutschen Übersetzung publiziert, im gleichen Jahr erschien in einem zweiten Verlag eine andere, erweiterte Fassung in französischer Sprache. Zunächst wurden diese (privaten) Drucke von Cotta (Tübingen) und Vieweg (Braunschweig) für eine plumpe antipreußische Fälschung gehalten, da die Beschreibung des Berliner Hofes zu haarsträubend erschien. Als der Berliner Oberbibliothekar Georg Heinrich Pertz (1795–1876) 1848 das französische Original der Memoires von der Hand der Markgräfin entdeckte, wandelten sich alle Zweifel in fassungslose Überraschung über die von ihr beschriebenen Zustände am preußischen Hof. Dennoch lebt das Für und Wider zu Wilhelmine in diesem Punkte immer wieder auf. Dabei gewinnen zunehmend jene Stimmen an Bedeutung, die Wilhelmines Schilderungen weniger als Autobiographie, sondern eher als einen literarischen Vorgaben folgenden „Roman tragique“ sehen.

„Que nous sommes aveugles, nous autres hommes, nous brocardons sur les défauts d’autrui, pendant que nous ne faisons aucune réflexion sur les nôtres.
Wie blind sind wir Menschen doch, dass wir über die Fehler anderer sticheln, während wir uns über die unseren keine Gedanken machen!“

## Ansehen in Frankreich
Der französische Schriftsteller und Literaturkritiker Charles-Augustin Sainte-Beuve (1804–1869) verfasste in seinen Causeries du lundi (Montagsplaudereien) der Zeitung Le Constitutionel ein Porträt der Bayreuther Markgräfin. Es erschien in zwei Teilen am 1. und 8. September 1856. Den Anlass dazu gab die erste französische Veröffentlichung des Briefwechsels von Friedrich dem Großen und Wilhelmine, dessen Sprache im Urtext Französisch ist. Laut Nachwort der 2008 erstmals erschienenen deutschen Übersetzung dieses literarischen Porträts nimmt Sainte-Beuve inhaltlich Bezug auf den Briefwechsel, die Memoiren, Wilhelmines Verhalten im Siebenjährigen Krieg und ihre Beziehung zu Voltaire. Bemerkenswert ist Sainte-Beuves Einschätzung der Memoires und des Briefwechsels, wonach Frankreich an Wilhelmine „einen weiteren französischen Autor“ besitze, obwohl sie, wie er sagt, beides auch in Deutsch oder Englisch hätte schreiben können.

## Werke

### Memoiren
Erste französische Originalversion 1810, 1811 die erste deutsche Übersetzung. Danach mehrere weitere Ausgaben.
Auswahl:
- Mémoires de Frédérique Sophie Wilhelmine, Margrave de Bayreuthe, soeur de Frédéric le Grand, depuis L’année 1709 jusqu’a 1742, écrit de sa main. Mercure de France, Paris 1967.

Deutsche Übersetzungen:
- Thomas Hell, Braunschweig 1845
- Memoiren der Markgräfin Wilhelmine von Bayreuth, Insel-Verlag zu Leipzig, 1920, ins Deutsche übersetzt und mit einem Nachwort von Annette Kolb.
- Ingeborg Weber-Kellermann (Hrsg.): Wilhelmine von Bayreuth, eine preußische Königstochter. Glanz und Elend am Hofe des Soldatenkönigs in den Memoiren der Markgräfin Wilhelmine von Bayreuth. Aus dem Französischen von Annette Kolb, umfasst u. a. ein Personen- und Sachregister. Insel-Verlag, Frankfurt/M. 2004, ISBN 3-458-32980-3.
- Günther Berger (Übersetzer und Bearbeiter): Memoiren einer preußischen Königstochter. Markgräfin Wilhelmine von Bayreuth. Ellwanger, Bayreuth 2007, Neuübersetzung mit Personenregister u. a. ISBN 978-3-925361-58-6. Taschenbuch, 2. Auflage, 2012; www.wilhelmine-von-bayreuth.info (PDF; 11 MB).

### Erhaltene Texte für das Musiktheater
- Gioia Universa (Die allgemeine Freude), 1738? (szenische Kantate), siehe unter Verschollene Kompositionen
- L’Argenore, Tragedia, 3 Akte. Originaltext unbekannt, italienischer Libretto-Druck 1740 von Andrea Galletti ausdrücklich nach Wilhelmines (Text-)Vorgabe. Handschriftliche Textänderungen Wilhelmines in der autographen Partitur. Zur Einweihung eines neuen Operntheaters am Schlossberglein Bayreuth (Inneneinrichtung nicht erhalten).
- Athalie, Azione teatrale, Entstehung unbekannt, 2 Akte (MS). Französische Übersetzung von Pietro Metastasios Gioas re di Giuda. Angabe von Airs und Chören, Vertonung und Aufführung unbekannt.
- Deucalion et Pyrrha, 1751/52, Festa teatrale, 1 Akt. Vertonung verschollen, Aufführung 1751 Erlangen und 1752 Bayreuth.
- Semiramide 1750–1753 (nach Voltaire), Dramma per musica, 3 Akte. Vertonung: unbekannter Italiener, verschollen, Aufführung 1753.
- L’Huomo, Festa teatrale, 1754. 1 Akt. Angeregt von der Philosophie Zoroasters. Ins Italienische übertragen von Luigi Stampiglia; Vertonung: Andrea Bernasconi, u. a., zwei Cavatinen darin von Wilhelmine. Aufführung im Markgräflichen Opernhaus anlässlich des Besuchs Friedrichs des Großen in Bayreuth im Juni 1754. Libretto dreisprachig: französisch, italienisch, deutsch.
- Amaltea, Dramma per musica, 1756. 3 Akte. Ins Italienische übertragen von Luigi Stampiglia; Vertonung di vari autori, verschollen, Aufführung im Markgräflichen Opernhaus, Libretto dreisprachig: französisch, italienisch, deutsch.

### Kompositionen

#### Drucke
- Faksimile der Oper Argenore, mit Kommentar. Regensburg 1982 (Hans-Joachim Bauer)
- Oper Argenore, Partitur mit Kommentar und Faksimile des Librettos italienisch/deutsch. Schott Mainz 1996 (Wolfgang Hirschmann)
- CONCERTO in g für Cembalo obligato und Streicher g-Moll, mit Kommentar. Furore-Edition 2526, 2000 (Irene Hegen)
- Flöten-Sonate a-Moll, mit Faksimileseiten und Kommentar. Furore-Edition 4680, 2006 (Adelheid Krause-Pichler, Irene Hegen) ISMN 979-0-50012-968-4 (Suche im DNB-Portal)
- Cavatinen 1754 für Gesang, Streicher und Cembalo (Continuo). Mit Kommentar. Furore-Edition 10054. (Irene Hegen)

#### Signiertes Autograph
- Sonata Trav: Solo [Signatur:] Wilhelmine. Bibliothek des Freiherrn von Fürstenberg, Schloss Herdringen.[59]

#### Nicht signiertes Autograph
- Oper L'Argenore, Partitur ohne Titelblatt, Tragedia in 3 Akten. Autorschaft laut Libretto: La Compositione della Musica e di sua Altezza Reale Federica Sophia Guglielmina […]

#### Abschriften
A) No. 1 Concerto à Cembalo Concertato, 2 Violini, Viola et Basso del Sig. Foerster [Foerster durchgestrichen; andere Schrift:] Jaenichen. Herzogin-Anna-Amalia-Bibliothek Weimar. Die Titelseite enthält rechts oben eine alte, zweizeilige Signatur: (unleserlich) 7. G.
B) Concerto. à Cembalo Obligato. duoi Violini. Violetta. e Basso. di Wilhelmine. Herzog August Bibliothek Wolfenbüttel, aus dem Besitz der Herzogin Philippine Charlotte von Preußen, der Schwester Wilhelmines. Gekürzt, Solostimme fehlt. Bayreuther Copist, vermutlich der Oboist und Bayreuther Organist Johann Conrad Tiefert (wie Cavatinen).
- Moderne Notenausgabe: Furore Kassel 2000, ISMN 979-0-50012-439-9 (Suche im DNB-Portal). Mit Faksimileseiten von Noten und Titeln der beiden differierenden Handschriften.[61]

Cavatinen (zwei), enthalten in der Partitur zu L’Huomo von Andrea Bernasconi mit Zusatz Composta da Sua Altezza Reale. Herzog August Bibliothek Wolfenbüttel, aus dem Besitz der Herzogin Philippine Charlotte von Preußen. Bayreuther Copist, vermutlich der Oboist und Bayreuther Organist Johann Conrad Tiefert (wie Cembalokonzert B).
- Moderne Notenausgabe Furore Kassel 2010, ISMN 979-0-50182-054-2 (Suche im DNB-Portal).[63]

## Zur Oper Argenore
Wilhelmine komponierte ihre Oper Argenore (1740) laut Textbuch zum Geburtstag ihres Mannes Markgraf Friedrich. Gleichzeitig sollte ein neues Operntheater (Vorgängerbau des Markgräflichen Opernhauses) in Bayreuth eingeweiht werden, das sich im heutigen (2023) Redoutenhaus-Museum befand. Darüber, ob es zu einer tatsächlichen Aufführung der Oper kam, herrscht Unklarheit.
Diese Oper gibt Rätsel auf, die seit der (Erst-?)Aufführung 1993 im Erlanger Markgrafentheater diskutiert werden. Der Text der zugrundeliegenden Handlung, einer Tragedia um den König Argenore, weicht in der musikalischen Partitur zum Teil erheblich vom gedruckten Librettotext ab. Er wirft die Frage auf, ob und in welchem Umfang das Sujet eine Aufarbeitung der traumatisch belasteten Beziehung der Geschwister Wilhelmine und Friedrich II. zu ihrem Vater ist und ob diese im Libretto der Oper, in der Musik und in Wilhelmines Text-Handschrift der Partitur im Vergleich zu dem für das Publikum gedruckten Libretto zu Tage tritt.

### Musikalische Verschlüsselung
Ein Beispiel: In Wilhelmines autographer Partitur zu Argenore scheint am Ende des zweiten Aktes eine Textpassage zur Musik auf das Schicksal Hans Hermann von Kattes, des Freundes der Geschwister, anzuspielen, dessen Todesjahr sich im Aufführungsjahr 1740 zum zehnten Male jährte. Er war auf Befehl des Königs und Vaters nach Friedrichs II. Fluchtversuch 1730 enthauptet worden.
Der Text der Arie des Ormondo in der 7. Szene ist in zwei verschiedenen Fassungen überliefert:
- Im gedruckten Libretto von 1740 (hier linke Spalte, zeitgenössische Übersetzung)[65]
- In der (übersetzten) Texthandschrift Wilhelmines der autografen Partitur[66]

A) Ich falle, doch ich gleiche,

Der stoltz und hohen Eiche

Die alles rings herum bewegt,

Wenn sie das Erdreich, das sie trägt

Mit ihrem Stamme schlägt.

B) Sieht nun der Hirt der Feinde

Den Schaden selber an

Was Wunder, wenn er weinte

Weil er ihn nicht ersetzen kann.
A) Ich werde fallen, doch du,

grausamer Tyrann,

wirst das am Ende vergeblich bereuen,

und du wirst sagen, dass mein Los

Neid erweckt statt Mitleid.

B) Eine schöne Prüfung für die starke Seele

ruhig und gelassen

Die ungerechte Strafe zu ertragen,

für eine Schuld die man nicht hat.
Das zu dieser Arie führende Rezitativ des Ormondo lautet im Libretto:

„und dass ich jetzt nicht sterben will, geschiehet aus keiner Niederträchtigkeit, sondern in Hoffnung, zuvor das erschreckliche Ende eines tyrannischen undanckbaren Königs, und einen jeden unter euch von dieser Hand erwürget zu sehen.“

Nach der Arie, einer Zusammenfassung seiner (Ormondos) Gemütslage (Librettotext linke Spalte; der Text nach der Partitur siehe rechte Spalte), wird er überwältigt und in Ketten gelegt, um sich zu Beginn des 3. Aktes gewaltsam durch Ermordung seines Wärters zu befreien.
Dazu bildet der neue Text des B-Teils aus der Partitur einen merkwürdigen Kontrast (rechte Spalte B: „[…] ruhig und gelassen die ungerechte Strafe zu ertragen […]“) zu den im Rezitativ geäußerten Rachegelüsten mit der im dritten Akt folgenden gewaltsamen Befreiung (siehe Zitat darüber). Die nachträgliche Änderung des Gesangstextes, eigentlich ein dramaturgisches „Versehen“, kann das Publikum aus dem Libretto (Text linke Spalte), nicht wahrnehmen, allein schon deswegen, weil italienisch gesungen wurde.
Zu „ruhig und gelassen“: Die Literatur zur Katte-Tragödie – so die Bezeichnung Theodor Fontanes – überliefert mehrmals explizit, dass Hans Hermann von Katte beim Gang zu seiner Hinrichtung sehr gefasst war und sich seinem Schicksal ruhig ergab, zum Trost seines Vaters, dessen Erstgeborener und „Stammhalter“ er war. Das Bild der „Eiche“ (Stammbaum) im Libretto (linke Spalte A) hat das bereits thematisiert.
Gegenüber der ursprünglichen Textversion (linke Spalte A) kommt vom Kern der Sache dort („was Wunder wenn er weinte“) noch ein tiefergehender, persönlicherer Aspekt in die Musik: Die Vergegenwärtigung der Haltung des Verurteilten (Ormondo/Katte), „die ungerechte Strafe zu ertragen“ (rechte Spalte B), auch wenn dieser Gemütsaffekt, sich in sein Schicksal zu ergeben, dramaturgisch nicht passt, wie das oben erwähnte Rezitativ zeigt.
Hier wurde von der Komponistin in der Oper eine verschlüsselte Botschaft platziert, die nur in der autographen Partitur zu lesen ist. Sie kann als Antwort auf die durch den Vater ausgesprochene und bis heute kontrovers diskutierte Todesstrafe an Hans Hermann von Katte verstanden werden.

## Verschollene Kompositionen
- Es steht außer Frage, dass in ihrer Notensammlung, die laut Wilhelmines Brief (Januar 1753) beim Schlossbrand gerettet wurde, weitere Kompositionen Wilhelmines enthalten waren. Jedoch ist diese Sammlung heute spurlos verschwunden.
- Fuge. Siehe Wilhelmines Brief an den Kronprinzen vom 16. Dezember 1732: „ich stecke bis über die Ohren im Komponieren. Ich bin bei einer Fuge, um die Berliner Torheiten mitzumachen“.[69]
- „mon premier Coup d’essai“ [im Sinne von mein erstes Opus oder erste Überraschung?]. Titel? Laut Wilhelmines Brief vom 2. Mai 1734[70] ein musikalisches Werk (es ging im Briefwechsel besonders um Konzerte), das sie nach monatelanger vergeblicher Erwartung des erstmaligen Besuches ihres Bruders Friedrich in Bayreuth[71] ihm, „l’Apolon de notre siecle“ persönlich widmen (übergeben oder mit ihren Hofmusikern vorspielen) woll(t)e. Da sie es hätte schicken können, verstärkt sich dieser Eindruck, vor allem, da er ihr (als Ersatz für seine Gegenwart) seine Musiker schickte. Demzufolge könnte es sich um ein Cembalostück mit Begleitung gehandelt haben und ein Indiz für ihr Cembalokonzert in g-Moll sein.
- Pastorale/Serenata/Kantate, Sommer/Herbst 1738 (Aufführung am 24. Juli 1738?). Der Kronprinz am 16. September 1738: „ich möchte Deine Komposition wohl sehen und sie von Dir selbst spielen hören“.[72] Wilhelmine am 4. November 1738: „j’ai composé une petite Pastorale qui a été Represanté au notre solitude“.[73] Der ganze, bei Volz unvollständig abgedruckte Brief ist vollständig wiedergegeben in: Nichts Neues aus Bayreuth, Briefe der Markgräfin Wilhelmine.[74]

Daraus ist zu entnehmen, dass das Werk noch verbessert wurde: „ich werde noch einige kleine Veränderungen an der Musik vornehmen. Ich werde die Sängerin [der Aufführung] vor die Tür setzen“. Der Kronprinz schrieb, offensichtlich mit Bezug auf diese Komposition am 16. März 1739: „Ihre Kantate ist, ohne Schmeichelei, sehr schön und taugt tausend Mal mehr als alle Musik Ihres Italieners“ [wohl Antonio Paganelli]. Friedrich am 15. November 1739: „Ich weiß, dass Du Apollo ehedem die Ehre erwiesest, in seinem Tempel zu erscheinen, nicht nur als Euterpe (Muse der Musik), sondern auch als Kalliope (Muse der Dichtkunst). Wie es jetzt damit steht, weiß ich nicht (Anspielung auf Argenore?), nur soviel weiß ich, dass es Dir damals aufs Beste gelang.“ Da Friedrich Wilhelmine auch als „Kalliope“ bezeichnet, könnte, wenn man die Serenata vom 24. Juli 1738 („damals“) ins Visier nimmt, deren Text damit gemeint sein und von dem auf ein neues Werk geschlossen werden; „damals“ wäre demnach Gioia Universa (Die allgemeine Freude) und „wie es jetzt damit steht“ bezieht sich auf ein neues Werk, das sie brieflich andeutete.

## Gemälde
- Tod der Kleopatra (1748)
- Tod der Lucretia (1748)[78]
- Cimon und Pero, Pastellgemälde aus dem Jahr 1748[79]

## CD
- Bayreuther Hof Musique: Wilhelmines Musentempel 1734–1764. Salto Records International, Sal 7009 LC 01986 (Doppel-CD).

## YouTube
- Aria aus Argenore „Senza aita“, c-Moll